# Мэйхью, Джон
Джон Мэйхью (англ. John Mayhew; 27 марта 1947, Ипсуич, Англия — 26 марта 2009, Глазго) — британский музыкант, участник группы Genesis (с 1969 по 1970 год).
Джон Мэйхью родился в Ипсуиче и через некоторое время переехал в Лондон, где в конце 1960-х начал играть в составе разных групп. В августе 1969 года он стал участником малоизвестной в то время группы Genesis, заменив предыдущего ударника Джона Сильвера, с которым группа успела выпустить свой первый альбом.  С участием Мэйхью группа записала свой второй альбом Trespass, который был выпущен в октябре 1970 года лейблом Charisma Records. Сразу же после завершения работы над Trespass, в июле 1970 г. группу покинул один из её основателей Энтони Филлипс, и Genesis были на грани распада. Однако остальные члены группы Гэбриел, Бэнкс и Резерфорд решили всё же не распускать группу, но при этом заменить ударника. Очень скоро подходящий ударник был выбран: Фил Коллинз заменил Джона Мэйхью и на долгие годы стал одним из самых популярных членов Genesis.
О жизни и местонахождении Мэйхью после его ухода из Genesis известно очень мало. Ходили слухи, что он умер или пропал без вести. В 1982 году он переехал в Австралию, где работал плотником. В 1989 году Мэйхью ненадолго вернулся в Англию, чтобы навестить свою больную мать.